# Wolosjanka (Stryj)
Wolosjanka (ukrainisch und russisch Волосянка; polnisch Wołosianka) ist ein Dorf in den Waldkarpaten im Süden der ukrainischen Oblast Lwiw mit etwa 1300 Einwohnern (2018).

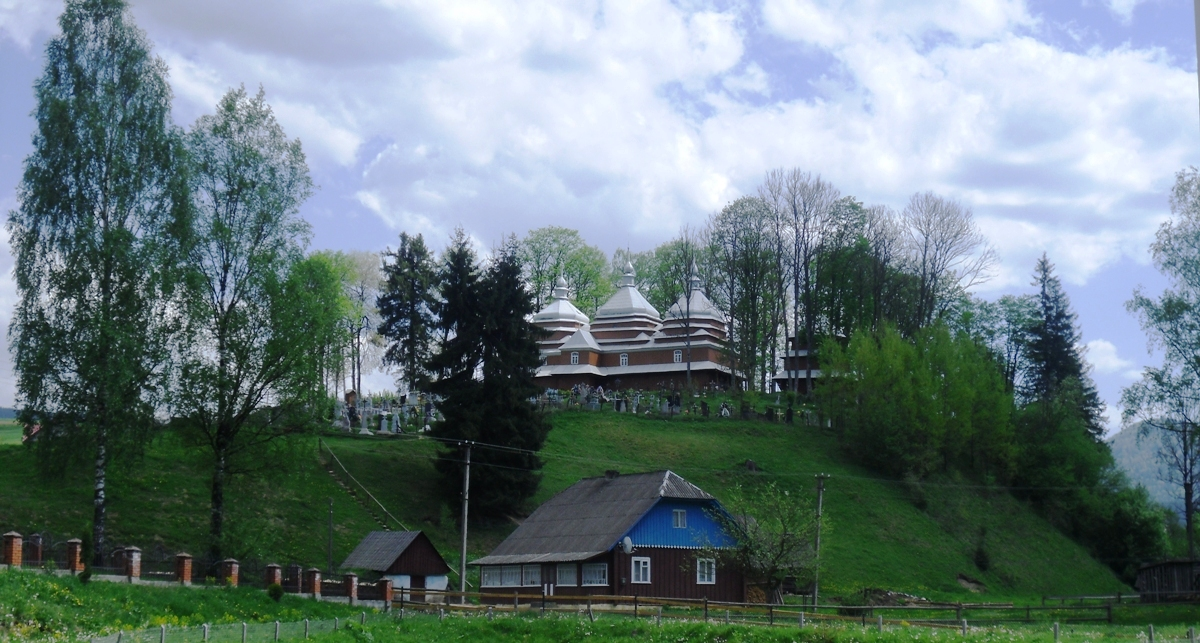
Eine der Kirchen im Dorf

Wolosjanka hat eine Fläche von 3,01 km² und gehört administrativ zur Siedlungsgemeinde der Siedlung städtischen Typs Slawsko im Süden des Rajon Skole in der Grenzregion zur Oblast Transkarpatien und Oblast Iwano-Frankiwsk. Das Dorf besitzt mit der im Zeitraum zwischen 1804 und 1824 erbauten Holzkirche der Verklärung des Herrn ein nationales Architekturdenkmal. 2020 wurde die bis dahin bestehende Zugehörigkeit zum Rajon Skole aufgelöst und die Landgemeinde wurde ein Teil des Rajons Stryj.
Die Ortschaft liegt, umgeben von über 1200 m hohen Bergen der Skoler Beskiden, auf einer Höhe von 673 m im Tal der Slawka (Славка), einem 15 km langen, rechten Nebenfluss des Opir.
Das Dorf befindet sich 9 km südlich vom Gemeindezentrum Slawsko, 36 km südlich vom Rajonzentrum Skole und etwa 140 km südlich vom Oblastzentrum Lwiw. Nördlich vom Dorf verläuft die „Erdgaspipeline Urengoi–Pomary–Uschhorod“.

## Tourismus

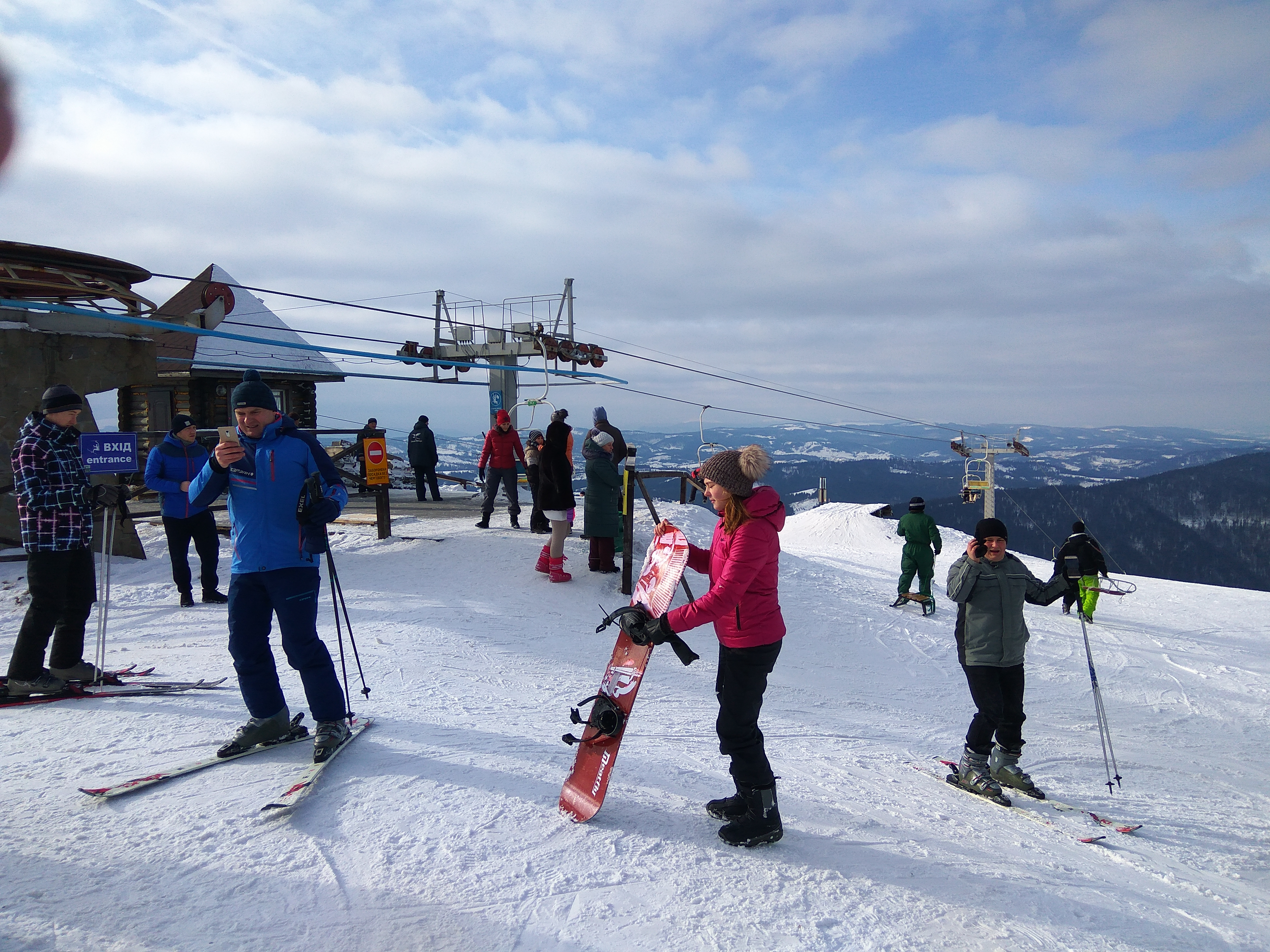
Skigebiet „Sachar Berkut“ in Wolosjanka

Zum Dorf gehört der bekannte, nach dem Helden der gleichnamigen Geschichte von Iwan Franko benannte Ski- und Sommererholungskomplex „Sachar Berkut“ (Захар Беркут). Im Skigebiet gibt es eine etwa 2800 m lange Doppelseilbahn sowie zwei Skilifte mit einer Länge von 700 m bzw. 750 m.

## Geschichte
Das erstmals 1572 schriftlich erwähnte Dorf lag bis zur Ersten Teilung Polens 1772 in der Woiwodschaft Ruthenien innerhalb der Adelsrepublik Polen-Litauen. Anschließend lag es im Königreich Galizien und Lodomerien, einem Kronland der Habsburgermonarchie bzw. des habsburgischen Kaiserreichs/ Österreich-Ungarns.
Nach dem Ersten Weltkrieg war das Dorf kurzzeitig Bestandteil der Westukrainischen Volksrepublik, bis es, nach dem Ende des Polnisch-Ukrainischen Kriegs, Teil der Zweiten Polnischen Republik wurde. Hier lag es zunächst innerhalb der Woiwodschaft Stanislau im Powiat Skole und ab 1932 im Powiat Stryj. In der Zwischenkriegszeit gab es im Dorf eine Zollstation und einen Grenzposten.
Nach Beginn des Zweiten Weltkrieges wurde das Dorf im September 1939 von der Sowjetunion besetzt und im Sommer 1941 okkupierte die Wehrmacht das Dorf für das Deutsche Reich. Unter deutscher Herrschaft wurde es in das Generalgouvernement, Distrikt Galizien eingegliedert. Nach der Rückeroberung der Ortschaft durch die Rote Armee fiel sie Ende des Zweiten Weltkrieges an die Ukrainische SSR innerhalb der Sowjetunion und nach deren Zerfall wurde sie Teil der unabhängigen Ukraine. Hier war das Dorf bis 2019 das administrative Zentrum einer 69,77 km² großen Landratsgemeinde mit 2400 Einwohnern, zu der noch die Dörfer Chaschtschowanja (Хащованя) und Jalynkuwate (Ялинкувате) gehörten. Seit Februar 2019 ist es Teil der Siedlungsgemeinde Slawsko.

## Söhne und Töchter der Ortschaft
- Stepan Pawljuk (Степан Петрович Павлюк; * 1948) Ethnologe, Historiker, Professor und Direktor des Instituts für Ethnologie der Ukraine der Nationalen Akademie der Wissenschaften der Ukraine